# Cnethodonta baibarana
Cnethodonta baibarana är en fjärilsart som beskrevs av Matsumura 1929. Cnethodonta baibarana ingår i släktet Cnethodonta och familjen tandspinnare. Inga underarter finns listade i Catalogue of Life.